# Église Saint-Mellon de Plomelin
L'église Saint-Mellon est une église paroissiale catholique située à Plomelin, dans le département du Finistère. Construite en 1892-1893, d'après les plans du chanoine Jean-Marie Abgrall, et achevé en 1896 (par l'édification de la flèche), c'est le seul édifice religieux du Diocèse de Quimper et de Léon à être dédié à saint Mellon, 1er évêque de Rouen.

## Historique
Remplaçant un autre sanctuaire, cet édifice a été construit en 1892-1893 par l'entrepreneur Le Louet, d'après les plans du chanoine Jean-Marie Abgrall, dans le style néo-roman, et consacré le 11 octobre 1893 ; quant à la flèche (de style néo-gothique), elle ne fut édifiée qu'en 1896 (du 28 mai au 11 juillet) par l'entrepreneur Jean-Louis Le Naour,,.

## Architecture
Cet un édifice composé d'une nef de sept travées avec bas-côtés, d'un chœur semi-circulaire, de deux porches symétriques (au nord et au sud de la 3ème travée), ainsi que d'une sacristie (au sud de la 6ème travée) et d'une ancienne salle des catéchismes (au nord de la même travée). 
La Nef, lambrissée, est éclairée par des fenêtres hautes et séparée des bas-côtés par des arcades en plein cintre, reposant sur des chapiteaux à crochets soutenus par des piliers cylindriques. 
Le clocher, à chambre de cloches et de plan carré, est amortie d´une flèche octogonale, ornée de crossettes et encadrée à sa base par quatre frontons et quatre lanternons,,.

## Cloches
Cet édifice contient une sonnerie de 4 cloches de volée électrique en lancé-franc :
- Cloche 1 : 1,115 m de diamètre ; 853 kg ; fondue en 1901 par Ferdinand Farnier à Robécourt ; FA3
- Cloche 2 : 0,991 m de diamètre ; 592 kg ; fondue en 1901 par Ferdinand Farnier à Robécourt ; SOL3
- Cloche 3 : 0,891 m de diamètre ; 433 kg ; fondue en 1901 par Ferdinand Farnier à Robécourt ; LA3
- Cloche 4 : 0,825 m de diamètre ; 334 kg ; fondue en 1901 par Ferdinand Farnier à Robécourt ; SIb3

### extérieur

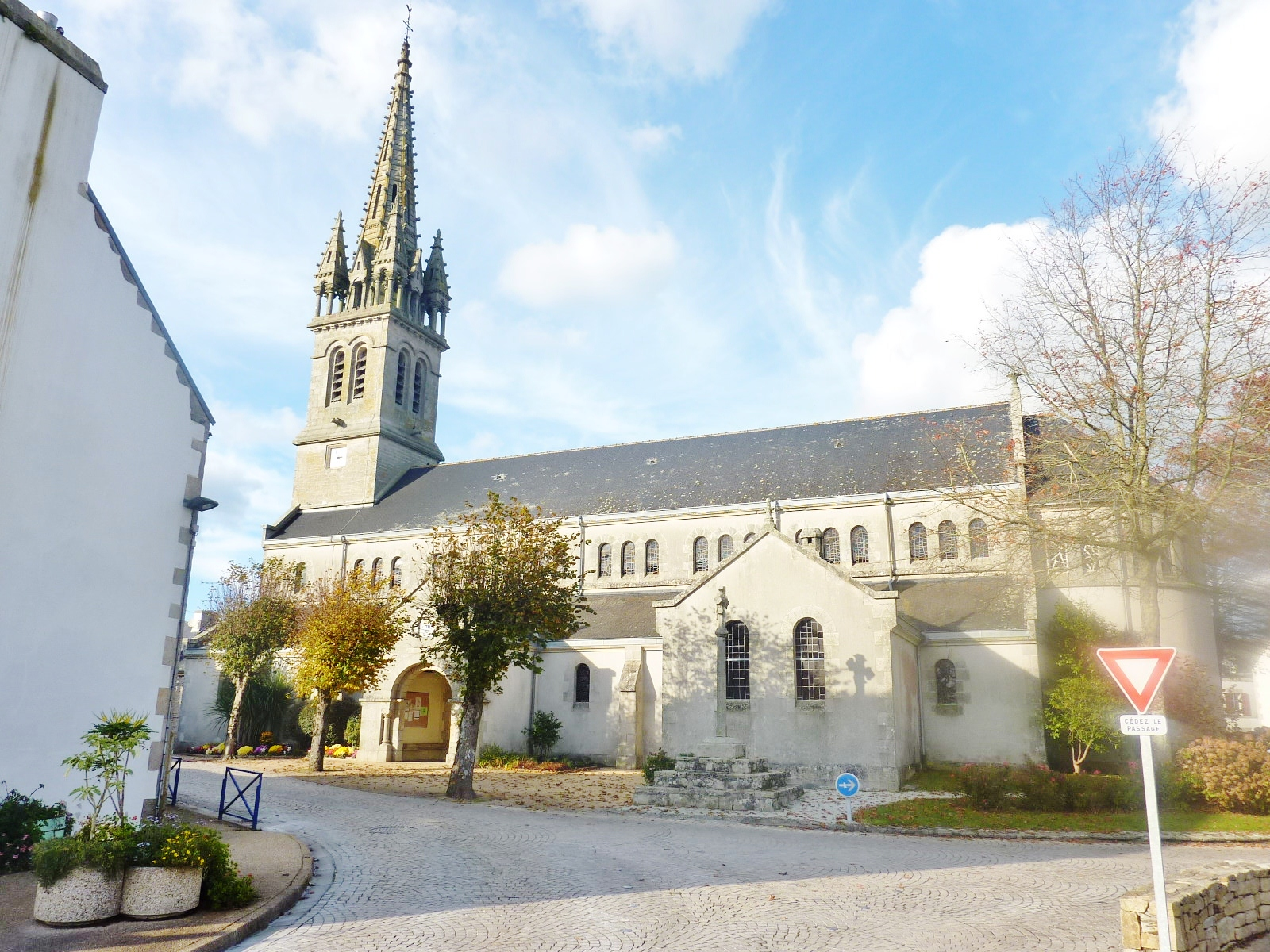
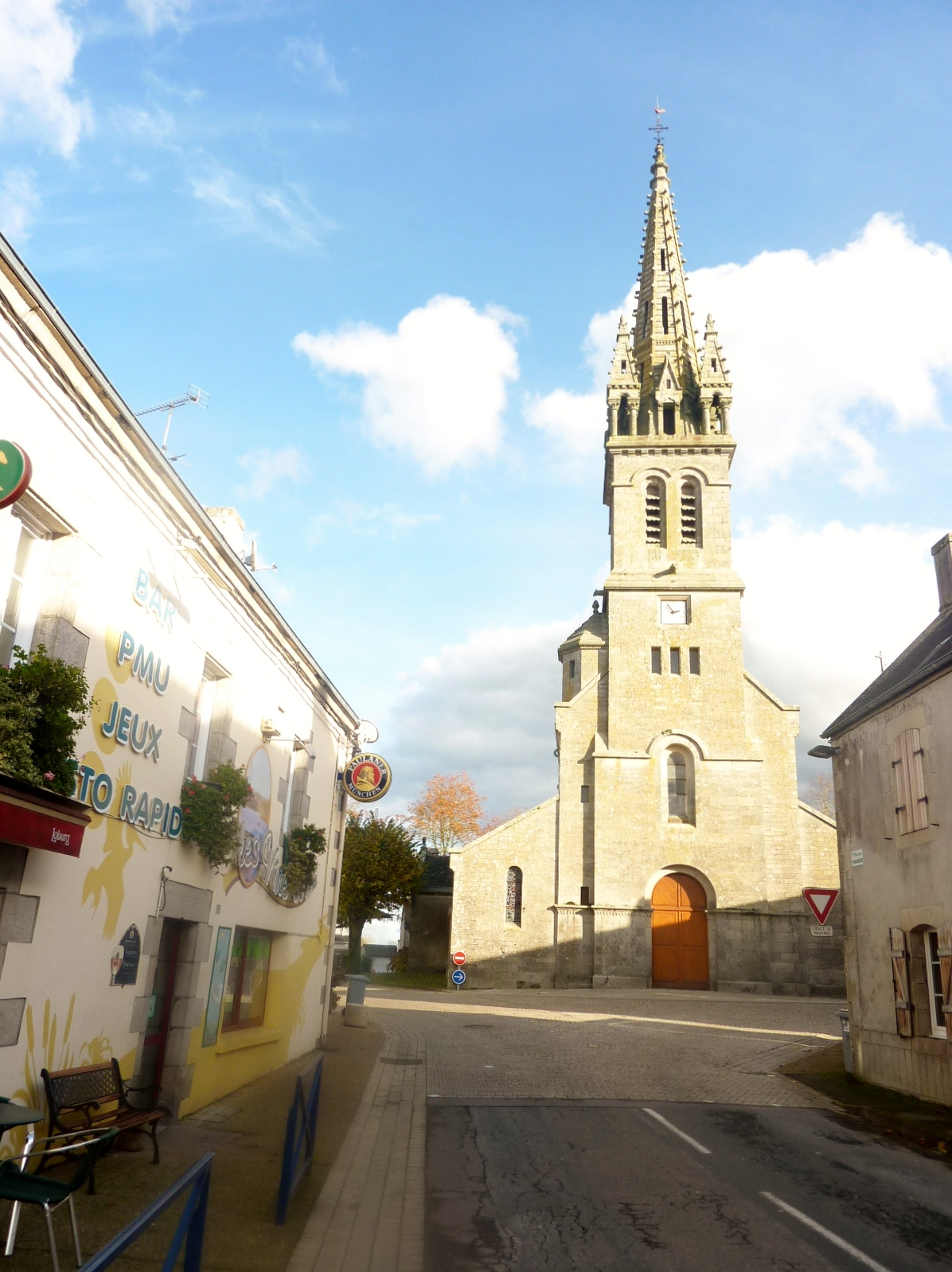